# ريتشارد إيبرهارت
ريتشارد إيبرهارت (بالإنجليزية: Richard Ghormley Eberhart)‏ هو كاتب وأستاذ جامعي ومؤلف وشاعر أمريكي، ولد في 5 أبريل 1904 في أوستين في الولايات المتحدة، وتوفي في 9 يونيو 2005 في هانوفر في الولايات المتحدة.

## وصلات خارجية
- ريتشارد إيبرهارت على موقع الموسوعة البريطانية (الإنجليزية)
- ريتشارد إيبرهارت على موقع ميوزك برينز (الإنجليزية)
- ريتشارد إيبرهارت على موقع إن إن دي بي (الإنجليزية)